# Arlotto da Prato
Arlotto da Prato (... – aprile 1286) è stato un francescano e teologo italiano.

## Biografia
Arlotto da Prato, è entrato nel convento di San Francesco di Prato, ed ha studiato e insegnato a Parigi. Divenne insegnante di teologia nel 1281 e in seguito ministro provinciale della Toscana, 1282-5. Venne scelto insieme ad altri sette maestri dell'Università di Parigi dal Capitolo generale del 1282 di Strasburgo per esaminare le opinioni di Pietro di Giovanni Olivi.
Nel maggio 1285 a Milano, fu eletto Ministro Generale dell'Ordine dei Frati Minori, carica che mantenne per undici mesi fino alla morte avvenuta nell'aprile 1286. 
Dopo la sua elezione, Arlotto scrive una lettera circolare in cui richiama l'Ordine all'osservanza delle Costituzioni.  Egli denuncia come la formazione dei nuovi professi sia spesso incompleta e superficiale, e raccomanda ai superiori di affidarli alla direzione di un religioso di provata esperienza.  È presente anche un richiamo all'osservanza della povertà, soprattutto a proposito dei libri, che devono essere distribuiti equamente tra i religiosi di uno stesso convento e tra i diversi conventi da parte del ministro provinciale, soprattutto alla morte dei frati stessi.
Arlotto è noto per la Quaestio de Aeternitate Mundi, e come studioso biblico. Ha compilato una concordanza biblica, della Vulgata latina. Questo è a volte citato come il primo di questi. La Jewish Encyclopedia afferma che il lavoro di Arlotto è stato utilizzato come modello per una concordanza Bibbia ebraica, da Isaac Nathan ben Kalonymus.